# Рожки (Селтинський район)
Ро́жки (рос. Рожки) — присілок у складі Селтинського району Удмуртії, Росія.

## Населення
Населення — 8 осіб (2010; 13 в 2002).
Національний склад станом на 2002 рік:
- росіяни — 54 %
- удмурти — 46 %

## Урбаноніми[3]
- вулиці — Рожкинська